# Juan Diego González-Vigil
Juan Diego Gonzales-Vigil (Lima, 18 de fevereiro de 1985) é um futebolista peruano. Ele joga de centro avante e meio campo de ligação. Atualmente defende o Deportivo Municipal da Primeira Divisão do Peru.

## Biografia
Começou sua vida futebolística no Colégio Mariano Santos Mateos, no qual estudou por onze anos. Jogava no meio campo tanto pela direita quanto pela esquerda. Nessa posição que ele atuou no clube de Regatas Lima.